# Lepsius-Stollen

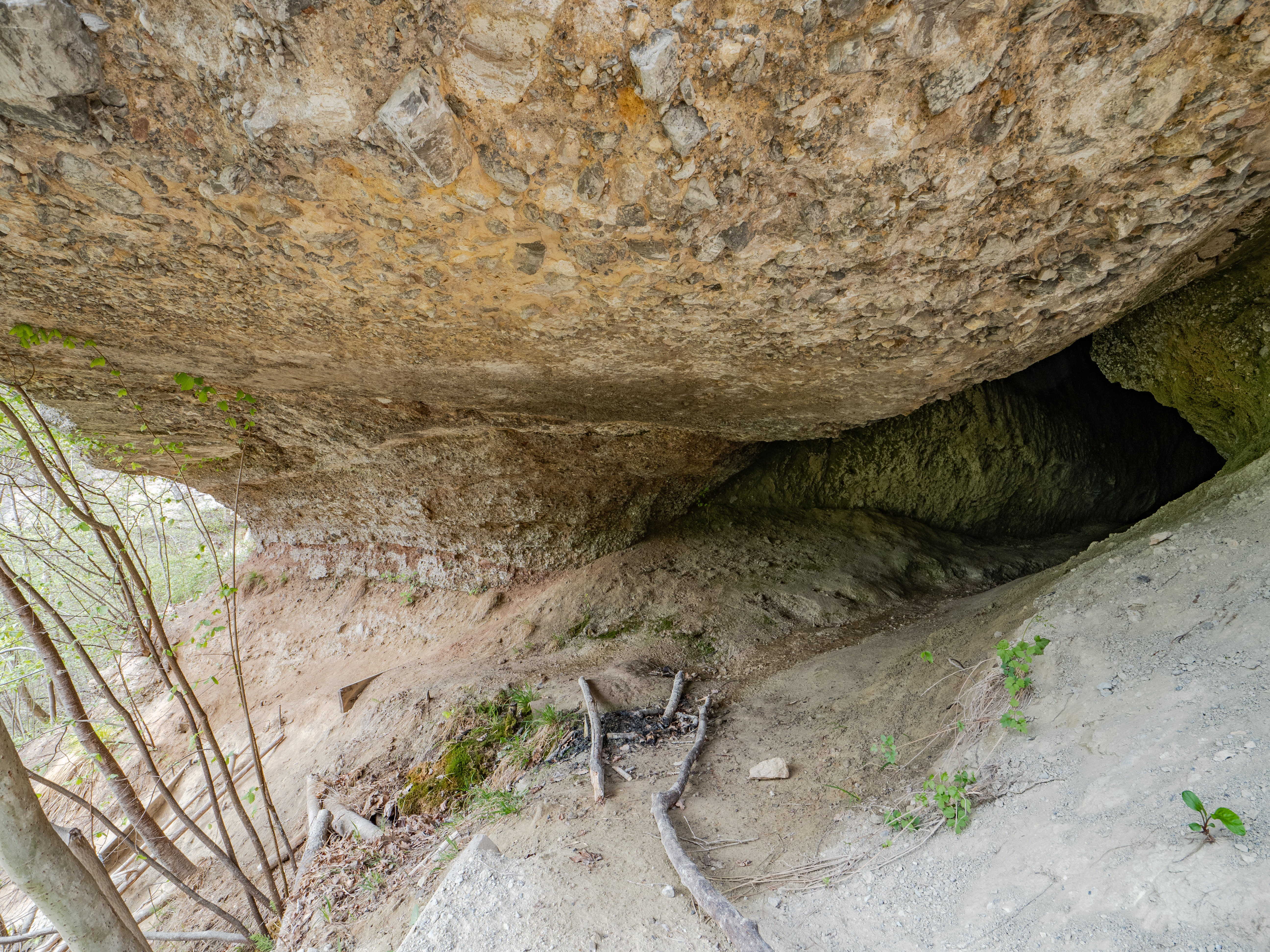
Der Eingangsbereich des Stollens

Der Lepsius-Stollen bei Innsbruck-Hötting wurde ca. im Jahre 1910 auf Anweisung des Berliner Geographen Karl Georg Richard Lepsius und unter Überwachung durch Otto Ampferer ausgehoben. Er konnte so beweisen, dass es mindestens zwei Eiszeiten und nicht nur eine gegeben haben muss. Die Höttinger Brekzie ist nämlich an dieser Stelle von einer Moräne unter- und von einer weiteren überlagert, es muss also zwischen den zwei gletscherbedingten Sedimentationen eine längerdauernde nichtglaziale Ablagerung gegeben haben.

## Lokalität
Der Lepsiusstollen befindet sich entlang des Geologensteiges oberhalb des Alpenzoo Innsbruck auf ca. 750 m Höhe über dem Meeresspiegel im östlichen Weiherburggraben (Tuffbach). Die Breccie ist namensgebend für den alten Flurnamen Auf den Grauem Stein für das heutige Hungerburg.